# Oberailsfeld
Oberailsfeld ist ein Gemeindeteil der Gemeinde Ahorntal im Landkreis Bayreuth (Oberfranken, Bayern). Die Gemarkung Oberailsfeld hat eine Fläche von 5,001 km². Sie ist in 968 Flurstücke aufgeteilt, die eine durchschnittliche Flurstücksfläche von 5166,83 m² haben. In ihr liegt neben dem namensgebenden Ort der Gemeindeteil Pfaffenberg. Zum Gemeindeteil Oberailsfeld zählen Fuchshof und Oberailsfelder Mühle.

## Geografie
Das Kirchdorf im nordöstlichen Bereich der Fränkischen Schweiz ist etwa zweieinhalb Kilometer von dem nordöstlich liegenden Ortszentrum von Kirchahorn entfernt.

## Geschichte
Der Ort wurde in einer Urkunde, die im Zeitraum von 1094 bis 1112 entstand, als „Eglisfeld“ erstmals urkundlich erwähnt. Das Bestimmungswort des Ortsnamens ist der Personenname Agil.
Bis zum Beginn des 19. Jahrhunderts unterstand die Dorfmarkung von Oberailsfeld der Landeshoheit des Hochstiftes Bamberg. Die Dorf- und Gemeindeherrschaft übte dabei dessen Amt Waischenfeld in seiner Funktion als Vogteiamt aus. Auch die Hochgerichtsbarkeit stand diesem Amt in seiner Rolle als Centamt zu. Als das Hochstift Bamberg infolge des Reichsdeputationshauptschlusses 1802/03 säkularisiert und unter Bruch der Reichsverfassung vom Kurfürstentum Pfalz-Baiern annektiert wurde, wurde damit auch Oberailsfeld ein Bestandteil der bei der „napoleonischen Flurbereinigung“ in Besitz genommenen neubayerischen Gebiete, was erst im Juli 1806 mit der Rheinbundakte nachträglich legalisiert wurde.
Durch die Verwaltungsreformen im Königreich Bayern wurde Oberailsfeld mit dem Zweiten Gemeindeedikt im Jahr 1818 eine Ruralgemeinde, zu der das Dorf Pfaffenberg gehörte. Im Zuge der Gebietsreform in Bayern wurde die Gemeinde Oberailsfeld am 1. Januar 1972 ein Bestandteil der neu gebildeten Flächengemeinde Ahorntal.

## Verkehr
Die aus dem Nordosten von Kirchahorn kommende Staatsstraße 2185 durchquert den südlichen Ortsbereich und führt weiter nach Behringersmühle. Gemeindeverbindungsstraßen verbinden Oberailsfeld außerdem mit Eichenbirkig und der Oberailsfelder Mühle. Der ÖPNV bedient das Dorf an einer Haltestelle der Buslinien 388 und 396 des VGN. Die am schnellsten erreichbaren Bahnhöfe befinden sich in Creußen, Schnabelwaid und Pegnitz. Der nächste Fernbahnhof ist der Hauptbahnhof in Bayreuth.

## Baudenkmäler

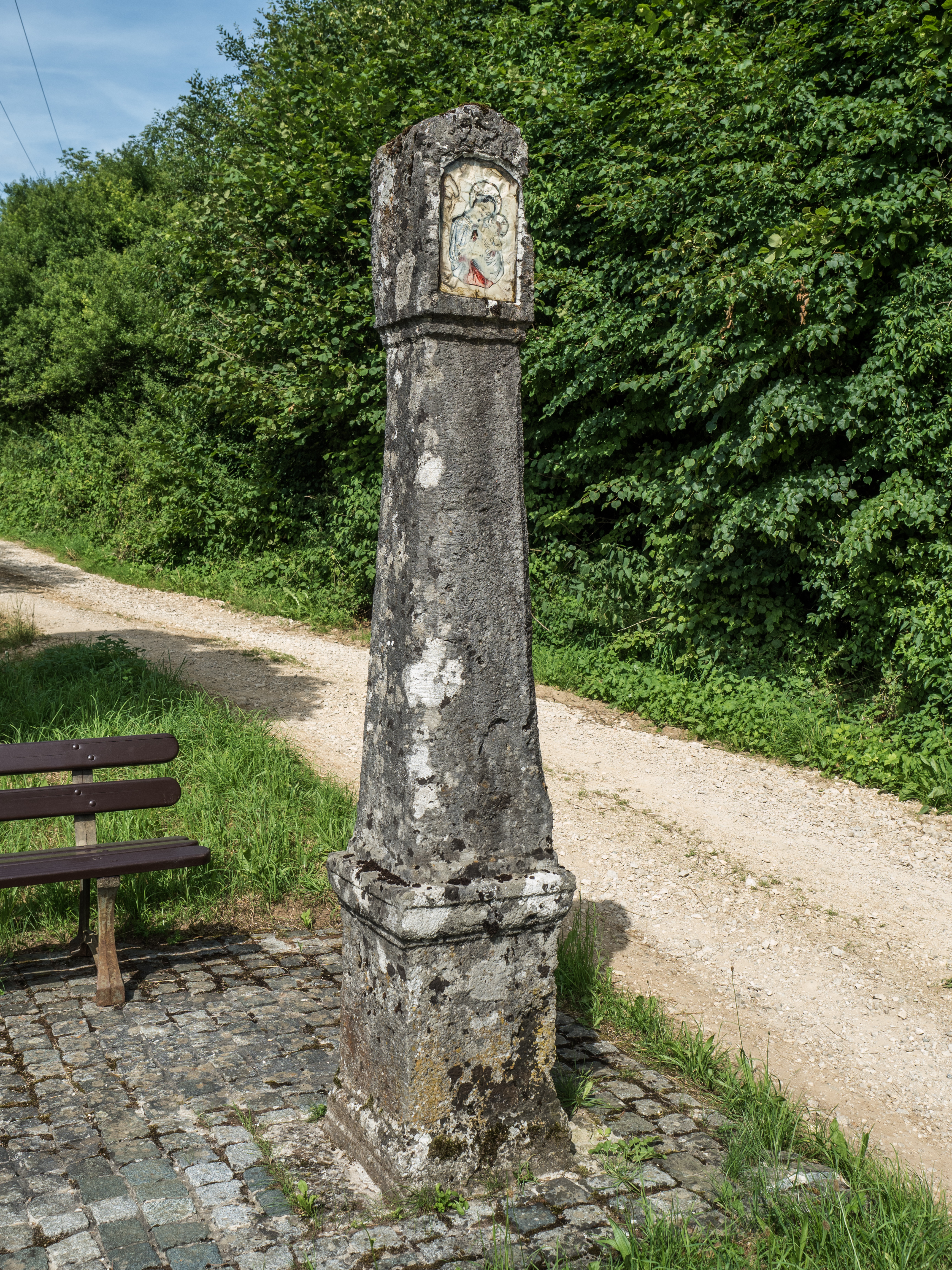
Die Steinmarter

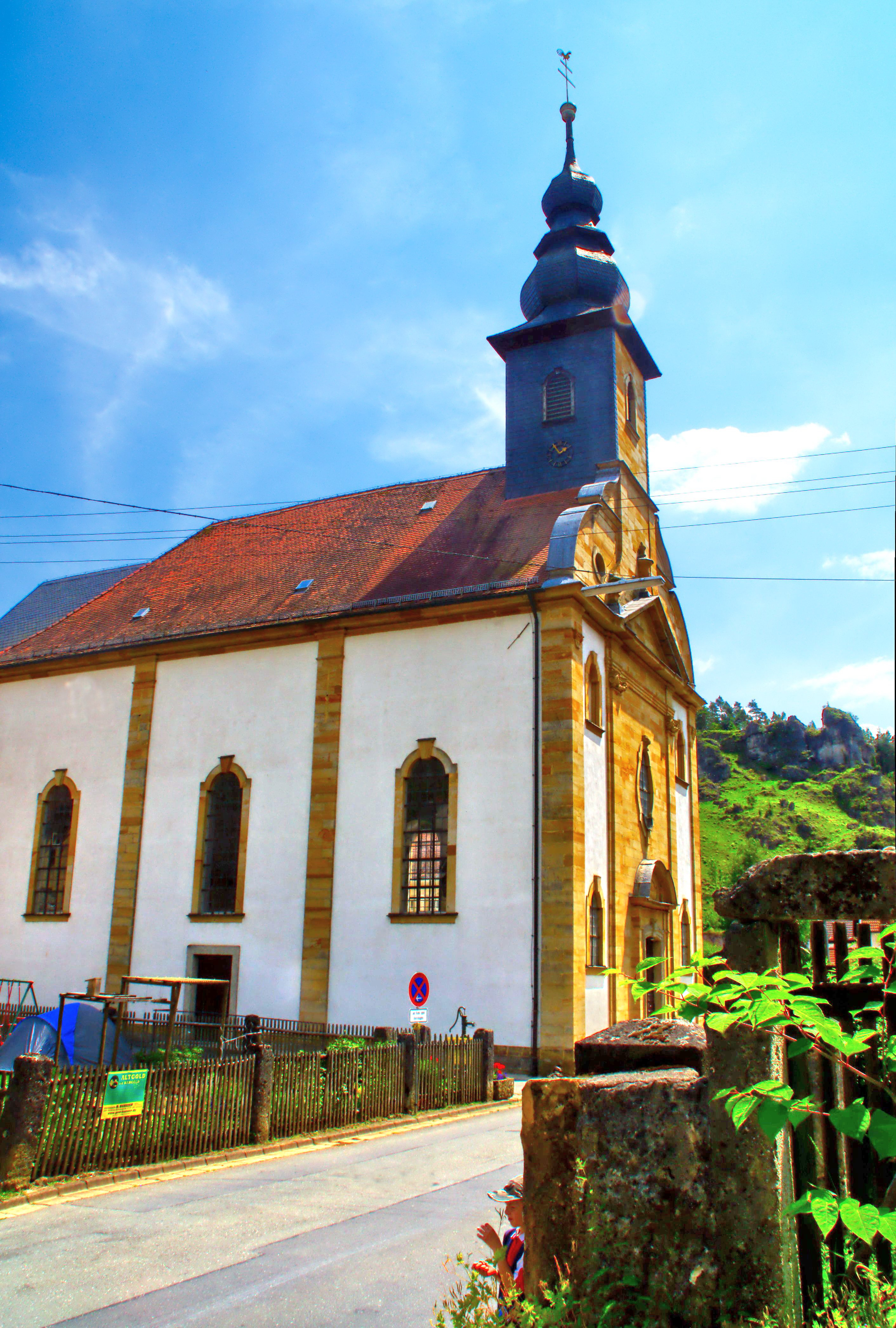
Die Pfarrkirche

In und um Oberailsfeld gibt es sechs denkmalgeschützte Bauwerke, darunter die Pfarrkirche Sankt Burkard und eine nordnordöstlich des Ortes gelegene Steinmarter. 